# 細音啓
細音 啓（さざね けい）は、日本のライトノベル作家。男性。『黄昏色の詠使い イブは夜明けに微笑んで』で第18回ファンタジア長編小説大賞《佳作》を受賞し、同作でデビューした。第33回ファンタジア大賞からは選考委員も務めている。

## 概要
神奈川県出身。小さい頃から小説・漫画・ゲームなどが好きで、特にミステリー小説が好きだったと話している。小学校5年生の終わりに深沢美潮のライトノベル『フォーチュン・クエスト』と出会い、小学校6年生の時に神坂一のライトノベル『スレイヤーズ』と出会った。
大学1年生の時から手書きで読者を意識した小説を書き始め、大学2年生の終わりからはノートパソコンで一太郎16などを使いながら執筆を続けた。尊敬している作家として秋田禎信の名前を挙げている。作家歴4年目の頃からイラストレーターに自身のイメージを伝える手助けとするためにpixivなどでイラストを描くことを始めている。

## 作品リスト
富士見ファンタジア文庫
- 黄昏色の詠使い：2007年1月 - 2009年3月、全10巻、イラスト：竹岡美穂
- 氷結鏡界のエデン：2009年9月 - 2014年3月、全13巻、イラスト：カスカベアキラ
- 不完全神性機関イリス：2011年12月 - 2013年10月、全5巻、イラスト：カスカベアキラ
- S.I.R.E.N.：2014年4月 - 2015年5月、全5巻、イラスト：蒼崎律
- キミと僕の最後の戦場、あるいは世界が始まる聖戦：2017年5月 - 、既刊19巻、イラスト：猫鍋蒼

MF文庫J
- 世界の終わりの世界録：2014年7月 - 2017年5月、全10巻、イラスト：ふゆの春秋
- なぜ僕の世界を誰も覚えていないのか?：2017年7月 - 2020年8月、全9巻、イラスト：neco
- 神は遊戯に飢えている。：2021年1月 - 、既刊9巻、イラスト：智瀬といろ

ノベルゼロ
- ワールドエネミー：2017年1月 - 、既刊2巻、イラスト：ふゆの春秋

ガガガ文庫
- ほま高登山部ダイアリー：2017年2月 - 、既刊1巻、イラスト：東西